# Данка
„Данка“ е български игрален филм (драма) от 1952 година на режисьорите Борис Борозанов, Иван Фичев и Кирил Илинчев, по сценарий на Кръстьо Белев. Оператори са Васил Холиолчев и Бончо Карастоянов. Музиката във филма е композирана от Димитър Сагаев, Георги Тутев. Филмът е с работно заглавие „Сините робини“

## Актьорски състав
- Милка Туйкова – Данка
- Мирослав Миндов – Иван
- Иванка Димитрова – Ана
- Иван Куманов – Асенов
- Аспарух Темелков – Хаджиаргиров
- Михаил Танев – Тодор
- Надежда Сейкова – Цвята
- Димитър Ботев – Неделчо
- Славка Матова – Кунка
- Христо Коджабашев – Драгоманина
- Асен Камбуров – Теодосий
- Стефан Христов – Никола
- Пенка Василева – Майката
- Надежда Манафова – Евдокия